# Großmeister von Frankreich

Stab eines Großmeisters, jeder Titelträger setzte in die Mitte sein eigenes Hauswappen ein

Der Großmeister von Frankreich (französisch: Grand Maître de France, bis ca. 1380 Souverain Maître d’hôtel du Roi, dann bis 1388 Grand Maître d’hôtel du Roi) war im Frankreich des Ancien Régime und der Restauration der Großhofmeister des königlichen Hauses. Ihm gegenüber legten alle Offiziere des Königs den Eid ab (siehe: Großämter der Krone Frankreichs).
Der Großmeister von Frankreich war, wie auch der Connétable, die Marschälle, der Großjägermeister und andere, einer der Großoffiziere der Krone (französisch: Grands Officiers de la Couronne). Sein Amtsabzeichen war ein vergoldeter silberner Stab mit den bourbonischen Lilien, ähnlich dem Marschallsstab, mit einer Königskrone am oberen Ende. Die Großmeister fügten ihrem Wappen zwei gekreuzte Stäbe als Wappenzier hinzu.
Ein vergleichbares Amt hatte im ersten Kaiserreich der Grand maréchal du palais.

## Vorrechte des Amtes
Als Nachfolger der Verwalter des Palastes (maires du Palais), der Kammerdiener und Seneschallen Frankreichs, war er eine der wichtigsten Persönlichkeiten im Königshaus. Er leitete alle Dienste des Königshauses, ernannte die neuen Offiziere, die vor ihm den Eid auf den König ablegen mussten und er verwaltete das Budget des Königs. Er war auch der Chef der Polizei des Hofes und der Superintendent der königlichen Verwaltung, was ihn zu einer Art Innenminister machte.
Das Amt wurde oft sehr wichtigen, dem König nahestehenden Fürsten anvertraut. So hat Franz I. seinem ehemaligen Mentor (Gouverneur) und erstem Kammerherrn, Artus Gouffier, dieses Amt gegeben; dann seinem Onkel, dem großen „Bastard von Savoyen“ und zuletzt seinem Freund, dem Herzog von Montmorency. Im Jahr 1559, nach dem erzwungenen Rücktritt von Montmorency, ging das Amt in die Hände des Hauses von Lothringen über, das es dazu ausnutzte, seinen Einfluss auf den Hof auszuweiten, bis zu dem Punkt, dass Heinrich III. Henri de Lorraine zwang, seine Vorrechte wiederherzustellen. 1594 ging das Amt auf die Prinzen von Condé über, die es (außer 1654–1656) bis zur Revolution behalten.
Die Verordnung vom 7. Januar 1681 bestimmte die Autorität, die Funktionen und die Pflichten der Offiziere, die vom Großmeister abhängen.
In der nachfolgenden Zeit wird der Großteil der eigentlichen Arbeit vom Büro des Großmeisters erledigt, nicht von ihm persönlich. Seine Macht war daher eher symbolisch, auch wenn er sich von Zeit zu Zeit persönlich um zeremonielle Vorrechte kümmerte.
Er bezahlte die jährlichen Ausgaben für die Verpflegung des Königshauses und hatte die volle Zuständigkeit über die sieben Ämter des Königshauses, die er auch neu besetzte, wenn sie vakant wurden.
Der Großmeister erhielt den Treueschwur auf den König von dem Verantwortlichen für die Musik am Hof und dem Meister des Oratoriums, dem ersten Butler, dem gewöhnlichen Maitre d'Hotel und den zwölf Quartiermeistern; den drei Großmeistern: Bäcker, Mundschenk und Fleischschneider (écuyeur tranchant); den sechsunddreißig Dienern; den drei Meistern der Schatzkammer(chambre aux deniers ) der vier Leutnants der Wachen des Palasttors usw. und den sechs Kaplänen des Königs, genannt Seelsorger von St. Roch, von denen drei pro Semester dienten. Die Kapläne segneten die Verpflegung.

## Zeremonielle Aufgaben
Er leitete die Krönung des Königs und führte den Trauerzug beim Begräbnis der Könige an.
Bei der Beerdigung des Königs brachen alle Großoffiziere den Stab, der das Zeichen ihres Amtes war und warfen ihn in das Grab des Königs, um zu zeigen, dass sie kein Amt mehr innehaben. Im Unterschied dazu berührte der Großmeister den Sarg nur mit der Spitze seines Stabes. Nach dem Begräbnismahl brach er seinen Stab und bietet dem neuen König und den Offizieren seine Dienste an.

## Souverain Maître d’Hôtel du Roi
- Arnoul III. de Wesemaele († 1291) unter König Philippe III. (1270–1285)
- Mathieu de Trie († um 1306/15), Sire de Vaumain et Fontenay (Haus Trie)
- 1321: Jean de Beaumont († um 1344)
- 1343: Guy de Ceriz († 1369), seigneur de Ceriz, prince de Ceriz
- 1347: Robert III. de Dreux (1288–1351), Seigneur de Beu
- 1350: Jean I. de Châtillon (1283–1363), seigneur de Châtillon
- 1350: Jean III. de Melun (1318–1382), comte de Tancarville
- 1350: Pierre de Villiers († 1386), seigneur de L’Isle-Adam
- 1350: Guy IV. Damas (1288–1351), seigneur de Cousant
- 1382: Jean Le Mercier († 1397), maître de l’Hôtel du Roi
- 1388–1408: Jean de Montagu (1363–1409)
- 1408–1409: Ludwig VII. von Bayern (1368–1447), Herzog von Bayern-Ingolstadt
- 1409–1413: Guichard II. Dauphin, sire de Jaligny, Gouverneur der Dauphiné

## Großmeister von Frankreich
- 1413–1415: Louis I. de Bourbon, comte de Vendôme (1376–1446), 1. Mal
- 1418–1425: Thiébaut VIII. de Neufchâtel († 1459), seigneur de Neufchâtel
- 1425–1446: Louis I. de Bourbon, comte de Vendôme (1376–1446), 2. Mal
- 1446–1449: Tanneguy III. du Chastel (1369–1449)
- 1449–1451: Charles de Culant († 1460)
- 1451–1453: Jacques I. de Chabannes († 1453), seigneur de La Palice
- 1456–1461: Raoul de Gaucourt († 1461/62)
- 1463–1465: Antoine I. de Croÿ († 1475)
- 1465–1467 Charles de Melun († 1468)
- 1467 Antoine de Chabannes (1408–1488)
- vor 1483: François de Laval-Montfort (1435–1501), 1486 als Guy XV. Comte de Laval
- 1485–vor 1496: Philipp von Savoyen (1438–1497), 1496 Herzog von Savoyen
- 1502–1511: Charles II. d’Amboise († 1511), 1502 Marschall von Frankreich
- 1511–1515´: Jacques II. de Chabannes († 1525), 1515 Marschall von Frankreich
- 1515–1519: Artus Gouffier de Boisy, comte d’Étampes (1474–1519)
- 1519–1525: René de Savoie, comte de Villars († 1525)
- 1526–1558: Anne de Montmorency (1493–1567), 1538 auch Connétable
- 1558–1559: François de Montmorency (1530–1579)
- 1559–1563: François de Lorraine, duc de Guise (1519–1563)
- 1563–1588: Henri I. de Lorraine, duc de Guise (1550–1588)
- 1588–1594: Charles de Lorraine, duc de Guise (1571–1640)
- 1594–1612: Charles de Bourbon, comte de Soissons (1566–1612)
- 1612–1641: Louis de Bourbon, comte de Soissons (1604–1641)
- 1643–1646: Henri II. de Bourbon, prince de Condé (1588–1646)
- 1647–1654: Louis II. de Bourbon, prince de Condé (1621–1686)
- 1654–1656: Thomas-François de Savoie-Carignan, 1654
- 1656–1660: Armand de Bourbon, prince de Conti (1629–1666)
- 1660–1685: Henri III. Jules de Bourbon, prince de Condé (1643–1709)
- 1685–1710: Louis III. de Bourbon, prince de Condé (1668–1710)
- 1710–1740: Louis IV. Henri de Bourbon, prince de Condé (1692–1740)
- 1740–1791 und 1718–1818: Louis V. Joseph de Bourbon, prince de Condé (1736–1818)
- 1818–1830: Louis VI. Henri Joseph de Bourbon, prince de Condé (1756–1830)